# 罗曼·冯·恩琴
羅曼·费奥多罗维奇·馮·恩琴-史登伯格男爵（俄語：Рома́н Фёдорович фон У́нгерн-Ште́рнберг；1886年1月10日—1921年9月15日），波罗的海德意志人，生于奥地利，長於愛沙尼亞，俄羅斯帝國陸軍中將及俄国白军領袖，被稱為「瘋狂男爵」、「血腥男爵」。

## 生平
恩琴出生于奥地利格拉茨，自幼在爱沙尼亚首府列威利由俄罗斯帝国继父抚养长大。1905年在圣彼得堡接受军事教育后，恩琴被派往西伯利亚服役，並参加日俄战争，期間逐渐习惯于游牧民族的生活方式。
1917年十月革命爆发，在俄國內戰期间，恩琴随其长官格里戈里·米哈伊洛维奇·谢苗诺夫拒绝参加高尔察克的白军，而獨自與苏俄红军作战。恩琴因其对敌我雙方的残酷手段，而得到了「血腥男爵」和「疯狂男爵」的外号。他宣稱要「灭绝所有的犹太人和共产党人」，支持米哈伊尔大公重建罗曼诺夫王朝。在这段期間，谢苗诺夫希望能在日本支持下，於贝加尔湖以东地区建立一個独立王国，甚至为此而抢劫协约国通过西伯利亚大铁路送给高尔察克的補给，间接导致了高尔察克的溃败。1919年7月，恩琴在哈尔滨娶了一位中国满族的金姓公主为妻，夫妻双方只能以共同的英语进行交流。此公主为中东铁路哈满护路司令、呼伦贝尔镇守使张奎武的亲属，这场政治婚姻只是为了拉拢清朝复辟势力，一年后男爵通过他的副官向她通知离婚。
1920年，恩琴同谢苗诺夫决裂。他有计划先扶植清朝宣统帝复辟，再在西伯利亞、蒙古、滿洲等地建立勢力範圍，繼而以此作為基地反攻紅軍。

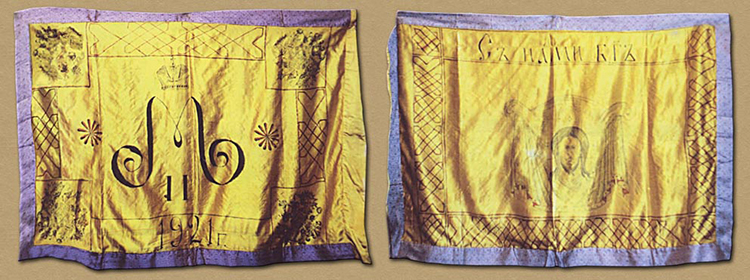
亚洲骑兵师军旗

1920年2月，应博克多汗邀请，恩琴率800人亞洲騎兵師进入蒙古。1920年10月以后在日本支持下多次袭击北洋政府驻军，1921年2月3日，恩琴的部队攻破库伦，扶持博克多汗复位，重建博克多汗国。博克多汗册封恩琴为和硕亲王，然而此时期的博克多汗没有实权，大蒙古国实际上由恩琴率领的俄国白军控制。在其5個月的統治下，他以高壓手段鎮壓其反對者，尤其是俄共支持者，屠杀了大量犹太人和一些中国商人。恩琴自称成吉思汗转世，并被十三世达赖喇嘛土登嘉措认定为大黑天的转世。他還提出泛蒙古主義，主張使博克多汗重建蒙古帝国。1921年7月，他着手襲擊俄国和外蒙古的边疆，尤其是蒙古人民党控制的买卖城，但不久又失陷，導致紅軍佔領外蒙古，並使他在7月6日被逐出库伦。8月21日，他被其蒙古盟友出卖、逮捕，隨之被送交红军。
1921年9月15日，叶梅利扬·米哈伊洛维奇·雅罗斯拉夫斯基担任检察官，经过6小時的公審后，恩琴被判以反革命罪，在新西伯利亚被处决。其被處決的消息傳到博格多汗那裡后，博格多汗下令在蒙古各地的寺廟舉行儀式。

## 影響與評論
与其他倾向于立宪会议俄国白军军官不同，罗曼·恩琴是一位热心的君主主义者，他讨厌革命，也讨厌一切导致君主制被推翻的事情。他认为，“唯一能够维护被恶人——革命者如此残酷践踏的真理、善良、荣誉和习俗的，就是君主。只有他们才能保护地球上的宗教并弘扬信仰。但人都是自私自利、傲慢无礼、欺世盗名的，他们失去了信仰，失去了真理，也就没有了国王。与他们在一起无法获得幸福，甚至连死后的人也得不到祝福。但真理是真实的、永恒不变的，真理总是胜利的……沙皇制度的最高体现就是神性与人力的结合，就像满清的博格达汗、喀尔喀的博克多汗和旧时的俄国沙皇”。
恩琴除了是一个强烈的反犹主义者外，还是一个宿命论者和神秘主义者。他接受佛教，但没有放弃基督教，并认为所有宗教都表达一个最高真理。恩琴的政治观念与他的末世论观点密切相关。在各种宗教的预言中，他找到了对内战的解释以及他在与革命者的斗争中的召唤。
他在蒙古独立进程中也起到了不可或缺的作用，除了恩琴来到的蒙古之外，没有一个国家在被满清帝国占领后能够从中国恢复独立。阿道夫·越飞在给列宁、托洛茨基、季诺维也夫和斯大林的信中写道：“蒙古的蘇維埃化并不是一致的、深思熟虑的和有组织的计划的结果。如果恩琴不在蒙古……我们也不会将蒙古苏维埃化，就像我们不会将东突厥斯坦苏维埃化一样……”。以反共立场著称的美國空軍學院歷史學者約翰·詹寧斯指出，恩琴是白軍在遠東與蒙古影響最惡劣的將領。原因不僅是他以殘暴對待當地民眾與其他白軍官兵，更在於他的作為致使蘇共勢力及早向遠東推進。他率軍驅逐中國北洋政府與征服外蒙古，其實打擊了當地原本可以抵禦紅軍的勢力。如果沒有恩琴，就沒有蒙古人民共和國，這是蘇聯歷史上第一個衛星國。
2020年前後，愛沙尼亞極右派政黨愛沙尼亞保守人民黨的青年團體曾創辦名為「恩琴可汗」的組織並打算營建恩琴的銅像。營建銅像之事因爭議取消。
「恩琴」是對戰遊戲槍林彈雨中的主要反派。〈恩琴〉也是一個法國龐克樂團「巴黎暴力」演唱的歌曲名稱，歌詞有一段稱「恩琴，浪漫騎士，等待死亡就像等待未婚妻。」

## 延伸阅读
- ［俄］尼古拉·克尼亚佐夫：《恩琴男爵传奇回忆录》 （页面存档备份，存于）
- Ossendowski, Ferdynand (1922) Beasts, Men and Gods. New York.
- Kamil Giżycki (1929). Przez Urjanchaj i Mongolje. Lwow – Warszawa: wyd. Zakladu Nar. im. Ossolinskich.
- Alioshin, Dmitri. Asian Odyssey. H. Holt and Company, New York (1940), Cassell and Company Ltd, London (1941)
- Keyserling, Graf von, "Reise durch die Zeit-Abenteuer der Seele", vol. II (1948; reprinted Buenos Aires, 1951)
- Krauthoff, Berndt. "Ich befehle! Kampf und Tragödie des Barons Ungern-Sternberg." (Strife and Glory in English) — Bremen: Carl Schünemann, 1938.
- Pozner, Vladimir (1938) Bloody Baron: the Story of Ungern–Sternberg. New York.
- Maclean, Fitzroy.(1975). To the Back of Beyond: An Illustrated Companion to Central Asia and Mongolia . Little, Brown & Co., Boston.
- Michalowski W. St. (1977). Testament Barona. Warsaw: Ludowa Spoldzielnia Wyd.
- Hopkirk, Peter (1986) Setting the East Ablaze: on Secret Service in Bolshevik Asia. Don Mills, Ont.
- Quenoy, Paul du. “Warlordism à la russe: Baron von Ungern-Sternberg’s Anti-Bolshevik Crusade, 1917–1921,” Revolutionary Russia, 16: 2, December 2003
- Quenoy, Paul du. “Perfecting the Show Trial: The Case of Baron von Ungern-Sternberg,” Revolutionary Russia, 19: 1, June 2006.
- Bodisco, Theophile von. Baron Ungern von Sternberg – der letzte Kriegsgott. Straelen Regin-Verl (2006)
- Palmer, James. (2009) The Bloody White Baron: The Extraordinary Story Of The Russian Nobleman Who Became The Last Khan Of Mongolia
- Yuzefovich, Leonid. Le baron Ungern, khan des steppes 2018, Paris, Horsemen of the Sands, Archipelago, 2018
- Znamenski, Andrei (2011) Red Shambhala: Magic, Prophecy, and Geopolitics in the Heart of Asia. Wheaton, IL: Quest Books. ISBN 978-0-8356-0891-6
- Kuzmin, S. L. 2016. Theocratic Statehood and the Buddhist Church in Mongolia in the Beginning of the 20th Century. Moscow: KMK Sci. Press, ISBN 978-5-9907838-0-5.
- Ribo, N. M. [Ryabukhin, N.M.] n.d. The Story of Baron Ungern Told by His Staff Physician. Hoover Institution, Stanford University, CSUZXX697-A.